# 吉田光宏
吉田 光宏（よしだ みつひろ、1954年5月26日 ‐ ）は、日本のフリージャーナリスト。

## 人物・来歴
広島県出身。環境問題にかかわる農林水産業の現場を中心に取材、執筆活動を行なっている。日本環境ジャーナリストの会会員、農政ジャーナリストの会会員。
- 1979年、中央大学法学部政治学科卒業、中国新聞社に入社。
- 1985年、秋吉台国定公園内の巨大観音像建設計画に対して見直しを求めるキャンペーンを展開。この経験が環境問題へ深くかかわるきっかけになった[1]。
- 1993年 - 1994年、フルブライト・ジャーナリスト、スタンフォード大学ナイトフェロー。
- 1999年、中国新聞社退社。
- 2000年、日本環境ジャーナリストの会に入会。時事通信社『農林経済』などに執筆。
- 2010年、執筆とPR支援を統合したPRPH（PRパートナーシップ広島）の活動を開始。

## 著書
- 『The Corruption Notebooks －25 Investigative Journalists Report on Abuses of Power in Their Home Country』（共著、The Center for Public Integrity、2004年7月） ISBN 1-882583-19-1
- 『ハートフルな農林漁業 環境・地域・人を元気にする現場を訪ねて』（eブックランド＝電子書籍、2005年11月）
- 『つながるいのち 生物多様性からのメッセージ』（共著、山と渓谷社、2005年12月） ISBN 4-635-31021-3
- 『干潟の図鑑』（分担執筆＝日本自然保護協会編、ポプラ社、2007年4月） ISBN 978-4-591-09422-8
- 『農業・環境・地域が蘇る 放牧維新』（家の光協会、2007年6月） ISBN 978-4-259-51809-7
- 『耕作放棄地解消！放牧大作戦 舌刈りで一石五鳥』（監修、家の光協会、2008年3月） ISBN 978-4-259-58310-1
- 『温故創新 地域社会と共に60年』（共著＝栄工社60年史編集委員会、編集協力中国新聞社、2008年12月）
- 『広島県の農業を知るとカープを応援したくなる』（PRPH、2015年12月）ISBN 978-4-9908723-0-4
- 『広島県の農業を知るとカープを応援したくなる2』（PRPH、2017年10月）ISBN 978-4-9908723-1-1
- 『GABAライスで農村ルネサンス 豊栄プロジェクトGO!』（PRPH、2018年10月）ISBN 978-4-9908723-2-8
- 『日本沿岸旅』（PRPH、2021年12月）ISBN 978-4-9908723-4-2
- 『日本沿岸旅２』（PRPH、2022年12月）ISBN 978-4-9908723-5-9

## 論文・雑誌寄稿
1999年にフリーになって以降は、自然、農林水産業など環境系の話題を時事通信社『農林経済』（2001年～2009年、休刊中。後継はデジタル農業情報誌『Agrio』）、一般財団法人「地球・人間環境フォーラム」の月刊環境情報誌『グローバルネット』を中心に寄稿している。主な個別テーマとしては自然史博物館、牛の放牧、カブトガニなどがある。
『グローバルネット』の長期連載の主なものは次の通り。　
「日本の沿岸を歩く 海幸と人と環境と」2017年～
「日本の農業は生き残れるのか 広島県からの報告」（2012年5月号～17年2月号）など。	
他に日本自然保護協会『自然保護』、中国新聞、日本農業新聞など、環境・一次産業系やビジネス系の媒体に多数発表している。
ビジネス系では「女子力を全開にする職場とは？安い海外製品の参入意欲を削ぐ カワトT.P.C(山口県岩国市) WEDGE Infinity 2016年7月21日
「農業に成功を得るには、まず数字あり」近藤農園（香川県） 日本政策金融公庫『AFCフォーラム』 2017年1月号(新規就農特集) pp.13-16など。

## その他の活動
- 日本自然保護協会会員（自然観察指導員）